# 圣家堂 (萨莱诺)
40°41′44″N 14°46′40″E / 40.69552°N 14.77785°E

圣家堂

圣家堂（Chiesa della Sacra Famiglia）是一座罗马天主教教堂，位于意大利坎帕尼亚大区城市萨莱诺的Fratte区，是一个具有非凡建筑价值的作品：事实上，这是梵二礼仪改革后，第一个完全由钢筋混凝土建造的宗教建筑。

## 建筑
该堂由建筑师保罗 Portoghesi和工程师维托里奥 Gigliotti构思和设计。建筑开工于1971年，1974年6月1日完成开放。

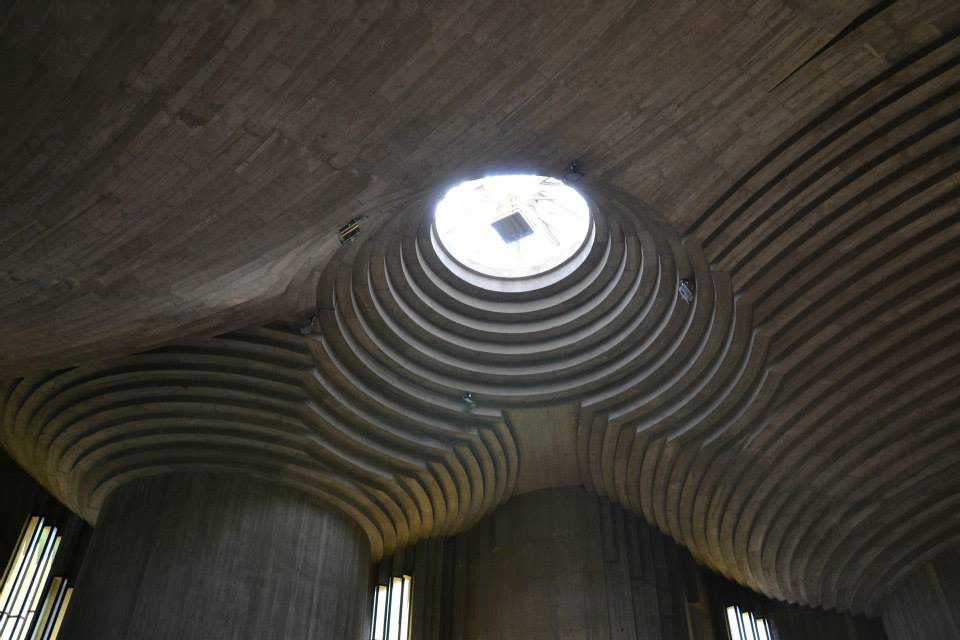
内部

圆是这座后现代建筑富于灵感的元素。